# 同心坑沉积
同心坑沉积(concentric crater fill)是指撞击坑坑底大部分地区绵延着许多道平行山脊的地形地貌，这种类型的撞击坑在火星中纬度地区很常见，并普遍认为是冰川运动所造成的。火星上被称为都特罗尼勒斯桌山群和普罗敦尼勒斯桌山群的地区都分布着许多同心坑沉积。

## 说明
同心坑沉积，与舌状岩屑坡和线状谷底沉积一样，被认为都富含水冰，有时在同心坑沉积上发现的巨砾，据认为它们是从撞击坑坑壁上剥落的，然后随着冰川的运动而被移离，地球上的漂砾也以类似的方法被移动。
高分辨率成像科学设备(HiRISE)拍摄的高清照片显示，同心坑沉积的部分表面覆盖了一层被称为细胞闭合型和细胞开放型脑纹地形的奇特图案。这种地形类似人脑，据信这是由于堆积的灰尘及其他碎屑的表面裂缝以及部分表面冰升华所致，而产生裂缝的原因则是重力和季节性冷热二种因素共同作用的结果。

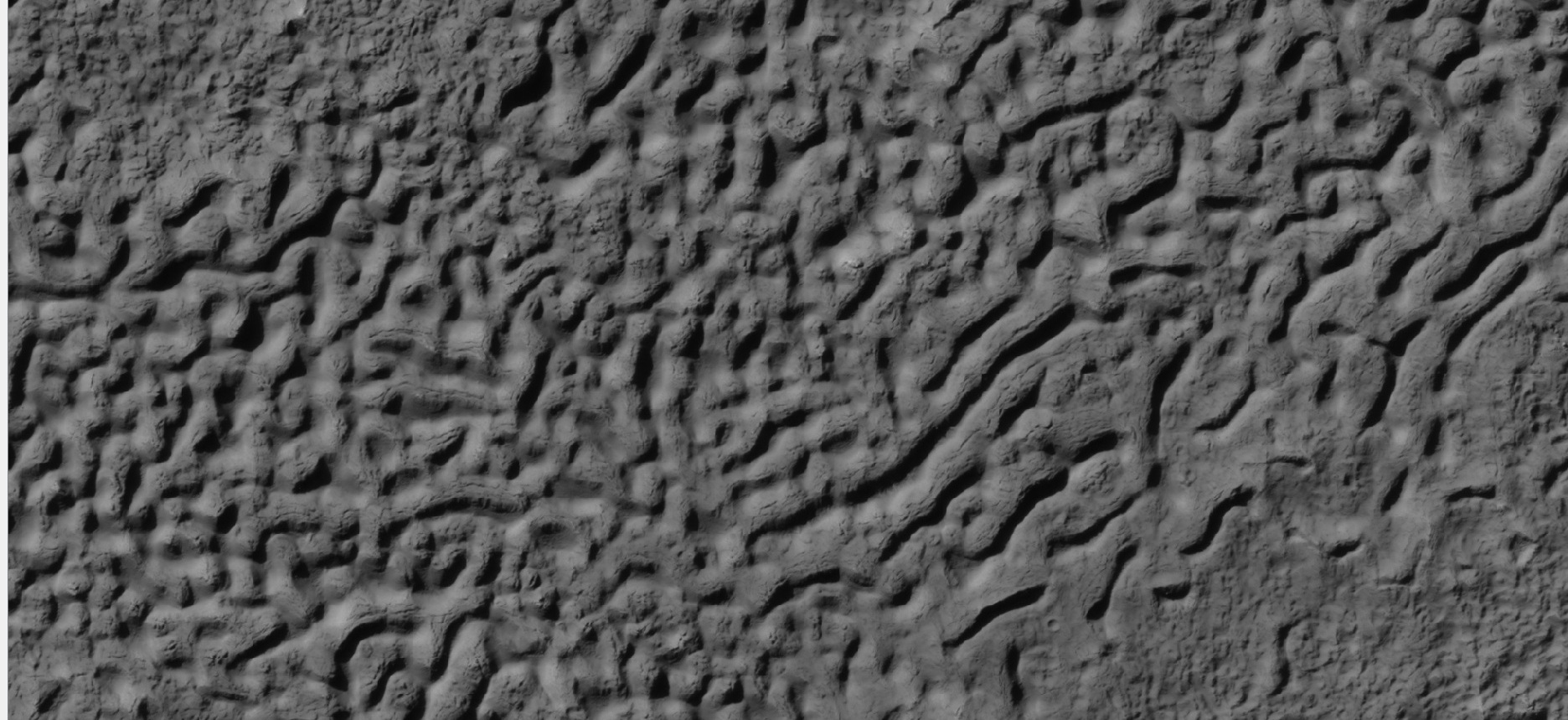
HiWish计划下高分辨成像科学设备观察到的细胞闭合型脑纹地形，该类型的表面常见于舌状岩屑坡、同心坑沉积和线状谷底沉积表面。
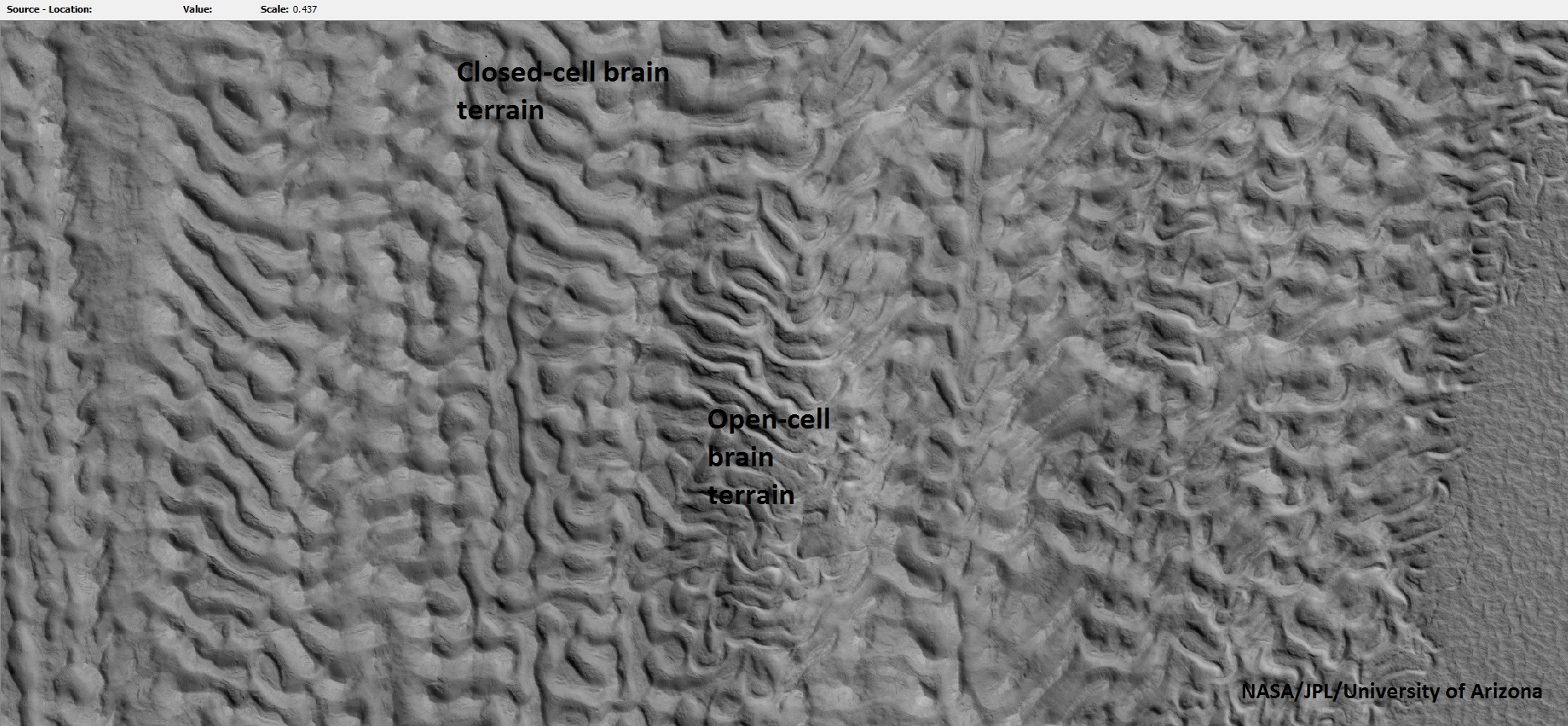
HiWish计划下高分辨成像科学设备观察到的细胞开放型和细胞闭合型脑纹地形。

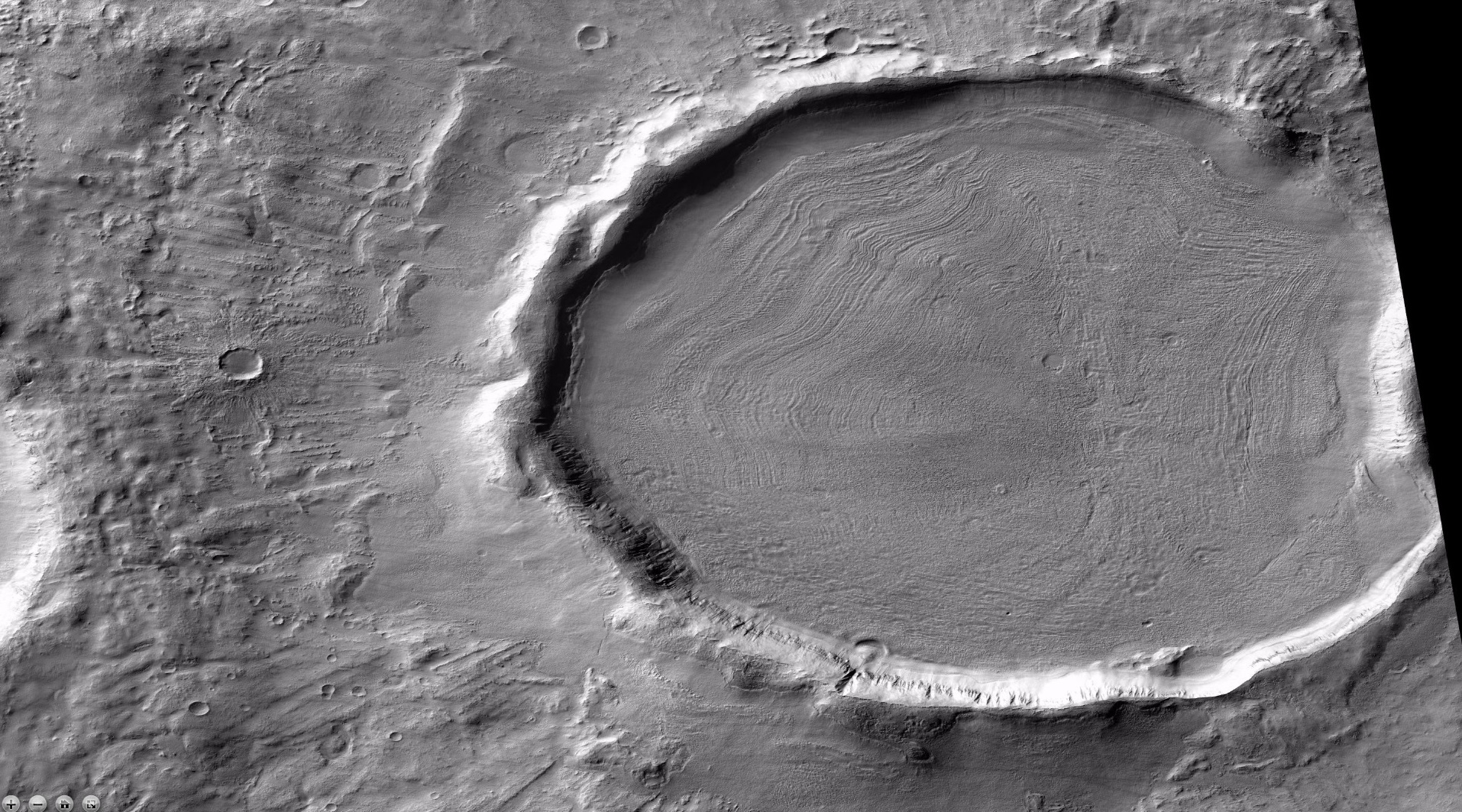
火星勘测轨道器背景相机(CTX)在法厄同区所看到的同心坑沉积。
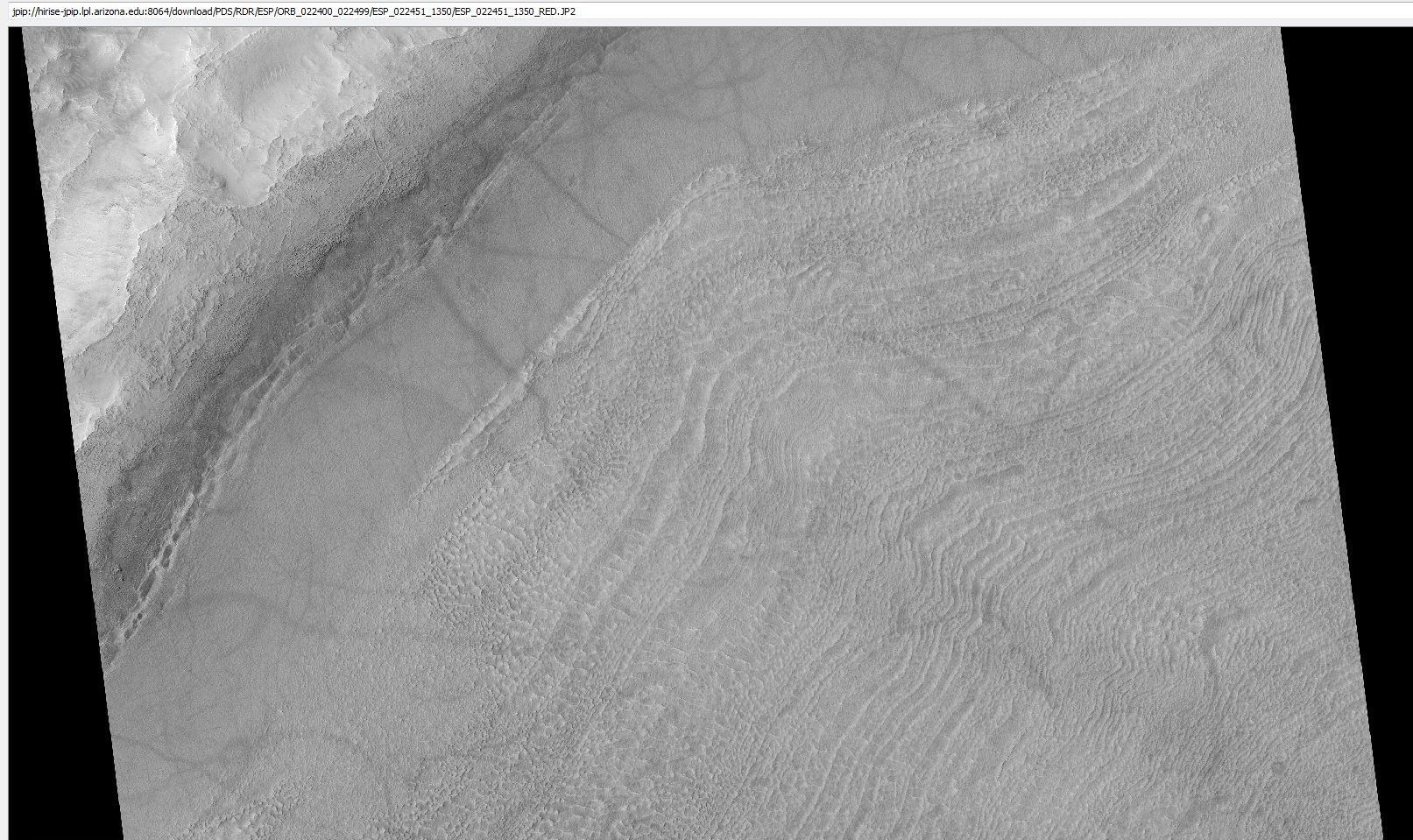
HiWish计划下高分辨成像科学设备在法厄同区拍摄的同心坑沉积特写，注意，这是上一幅同心坑沉积图像的放大版。
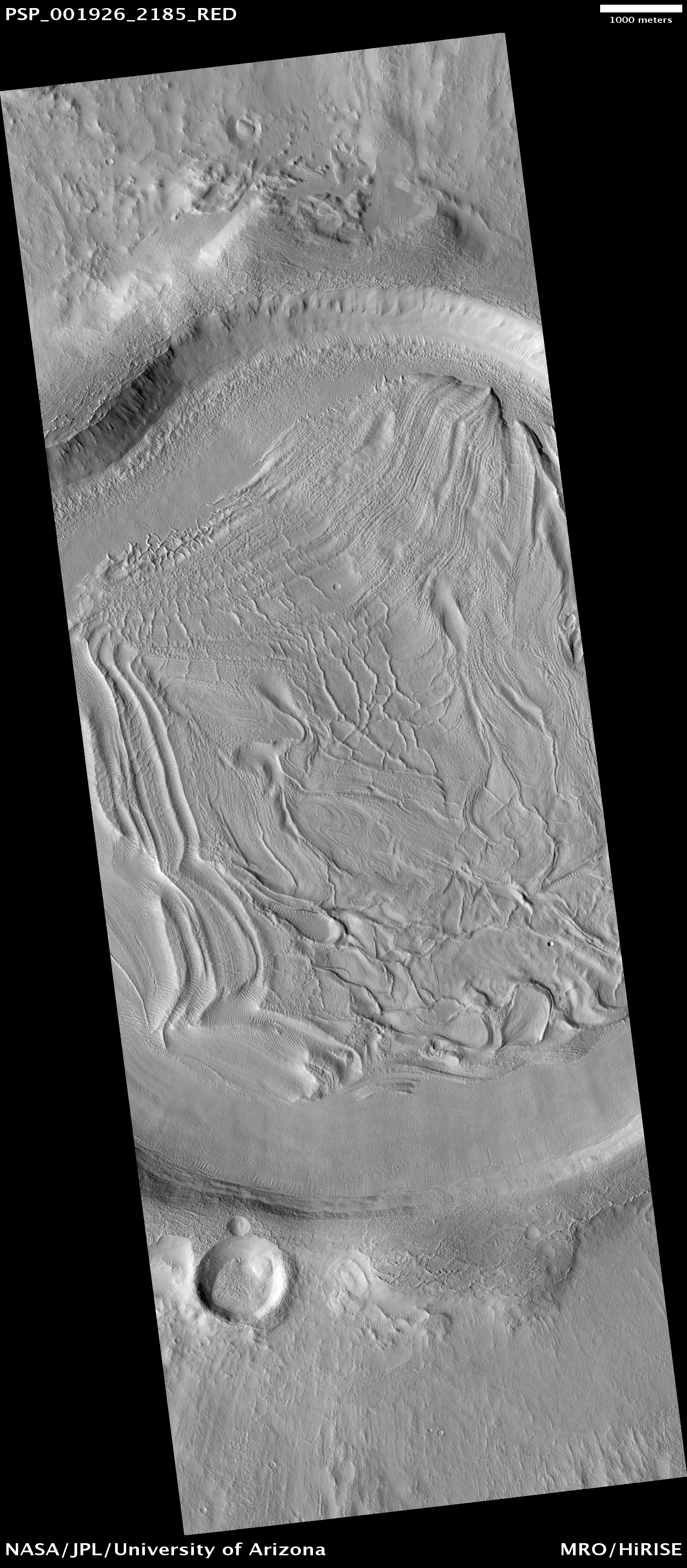
高分辨成像科学设备在卡西乌斯区拍摄的同心坑沉积的宽景视图。
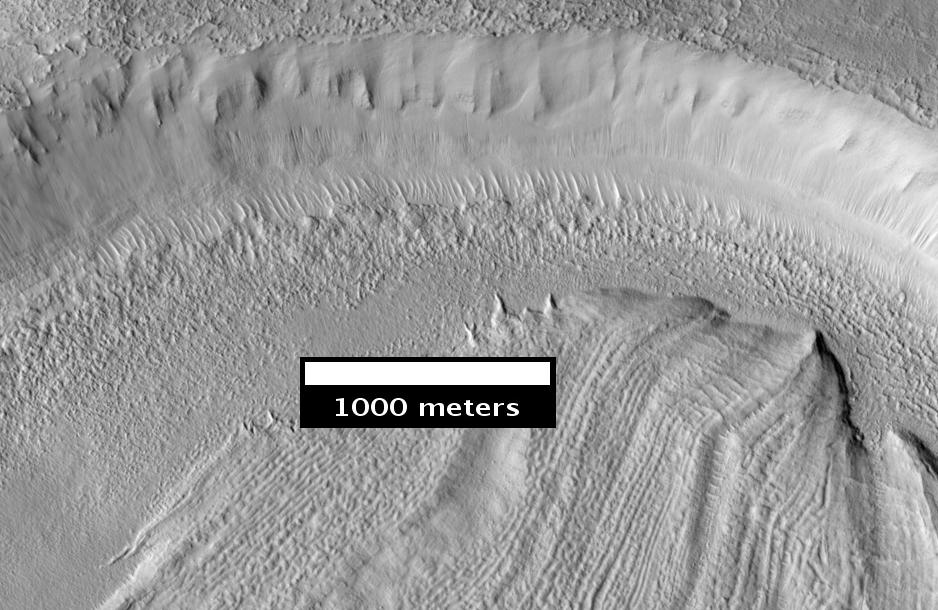
前一幅同心坑沉积图片顶部附近特写，表面岩屑覆盖着水冰。
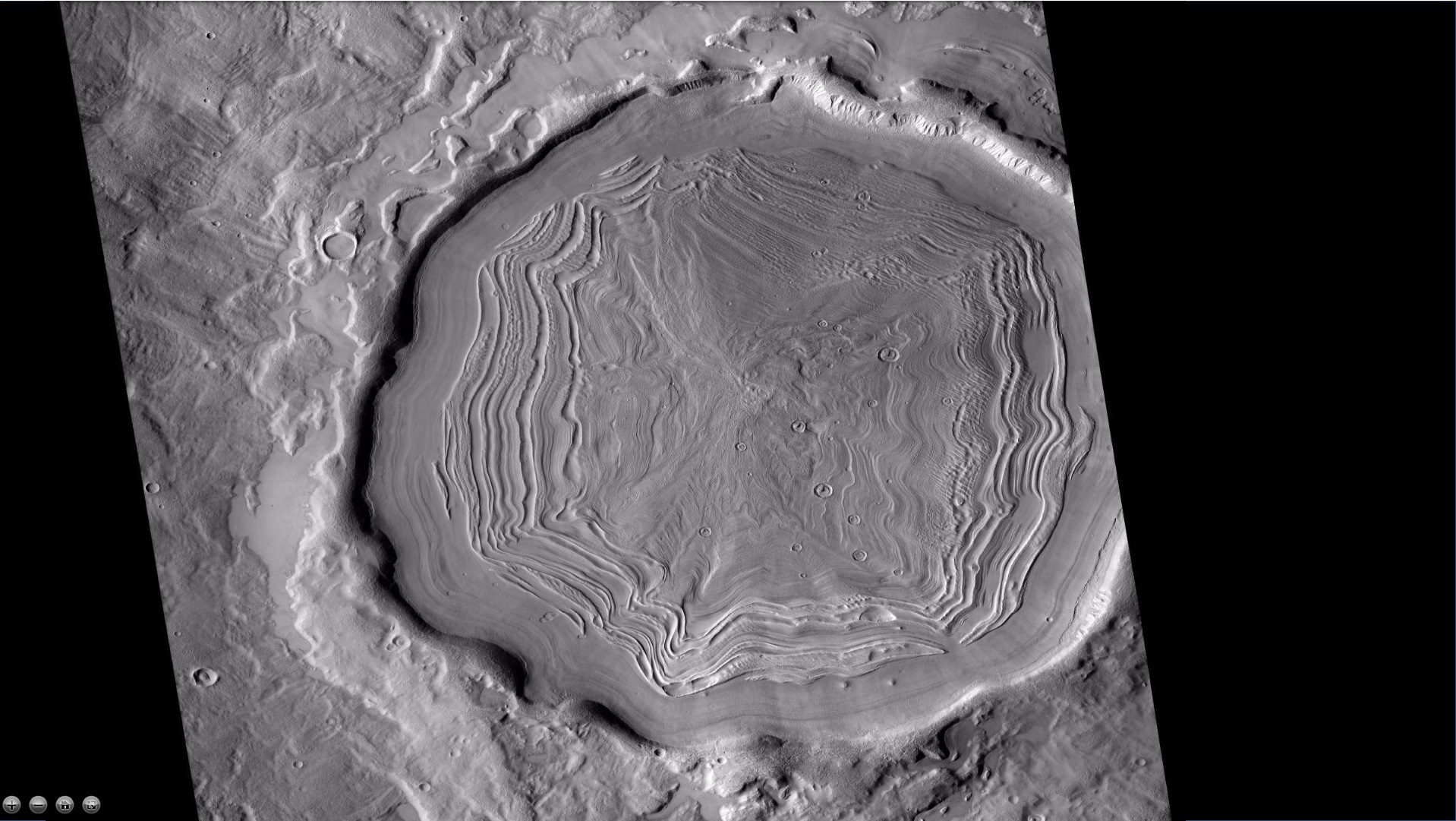
火星勘测轨道器背景相机在卡西乌斯区拍摄的带有同心坑沉积的撞击坑。
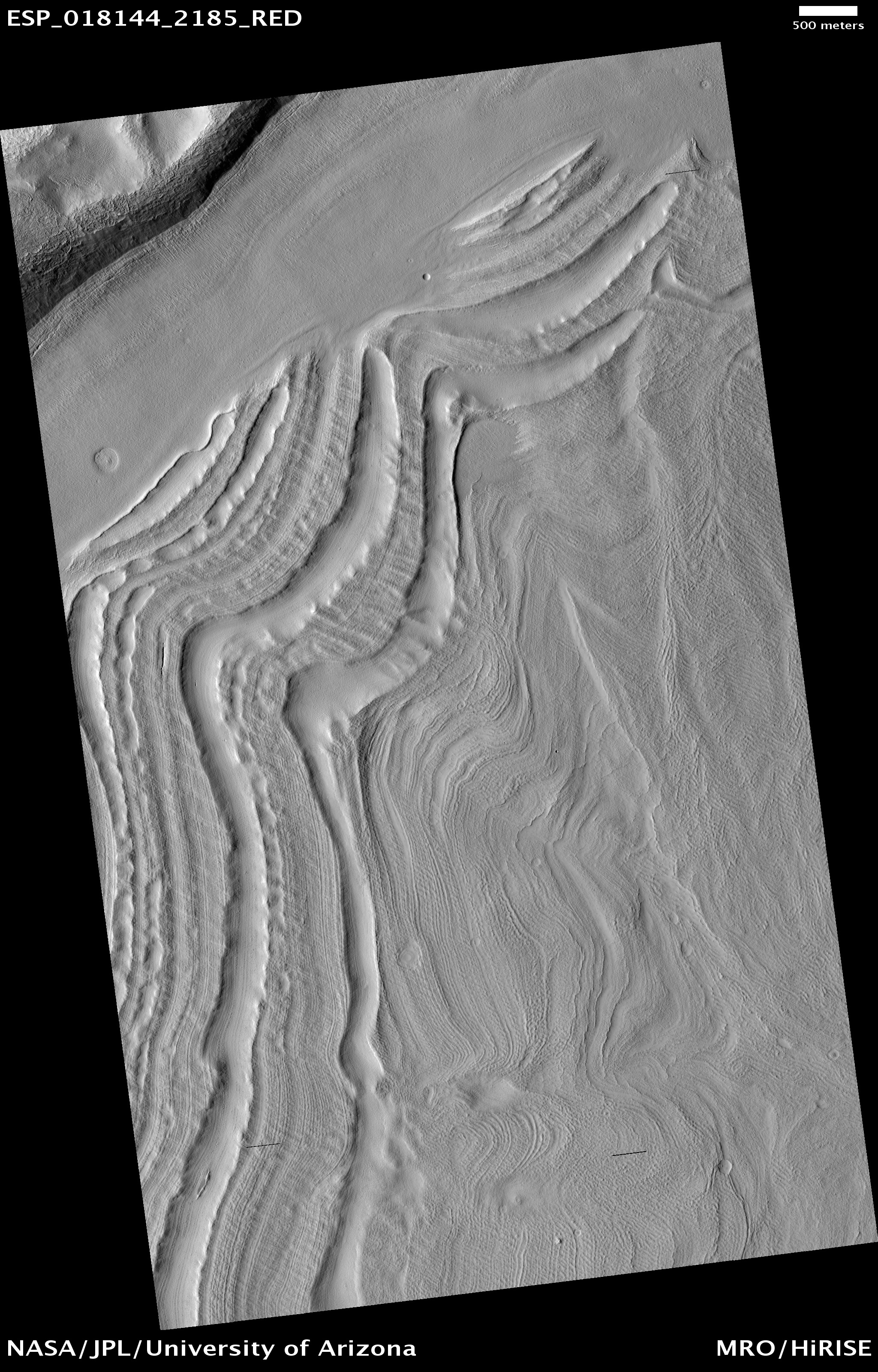
HiWish计划下高分辨成像科学设备在卡西乌斯区看到的发育良好的坑洼处。注意：这是前一幅背景相机拍摄图像的放大版。
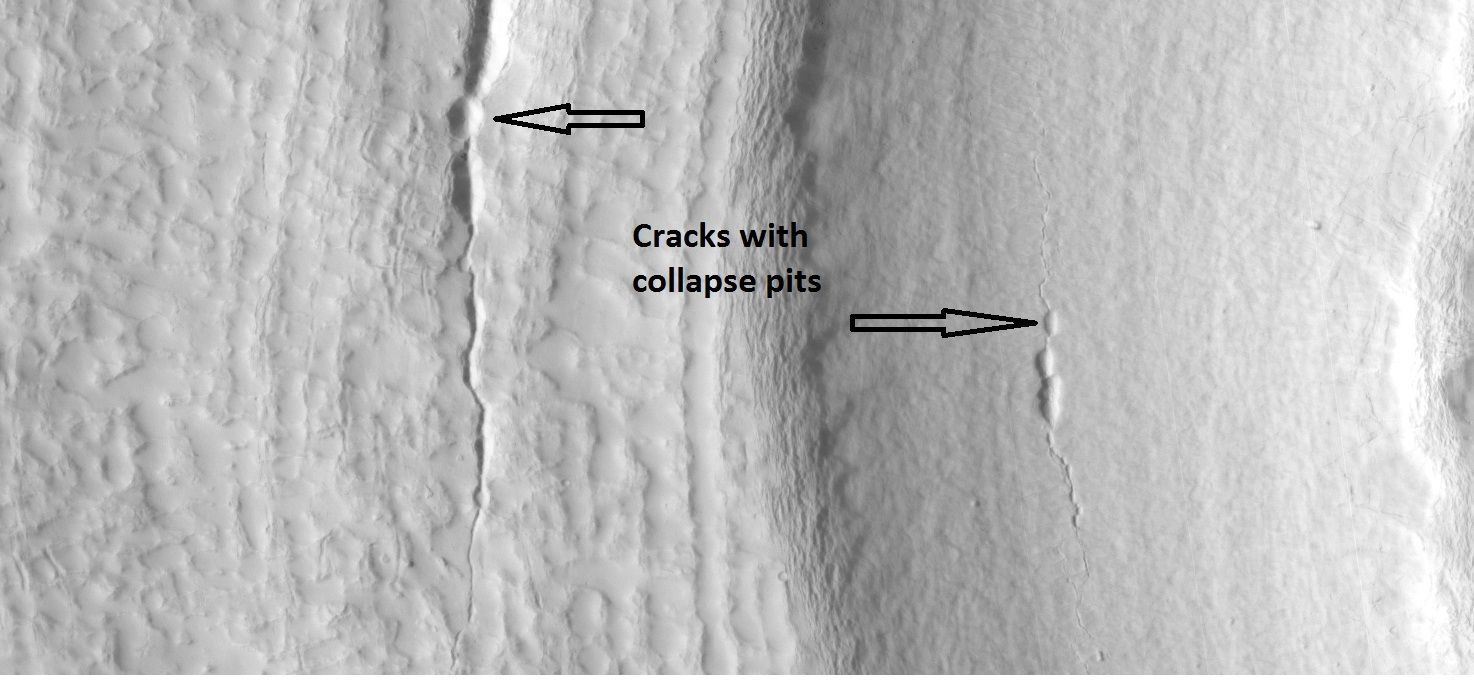
一座含有同心坑沉积的撞击坑坑底特写，显示带有一些凹小坑的裂缝，位置卡西乌斯区。
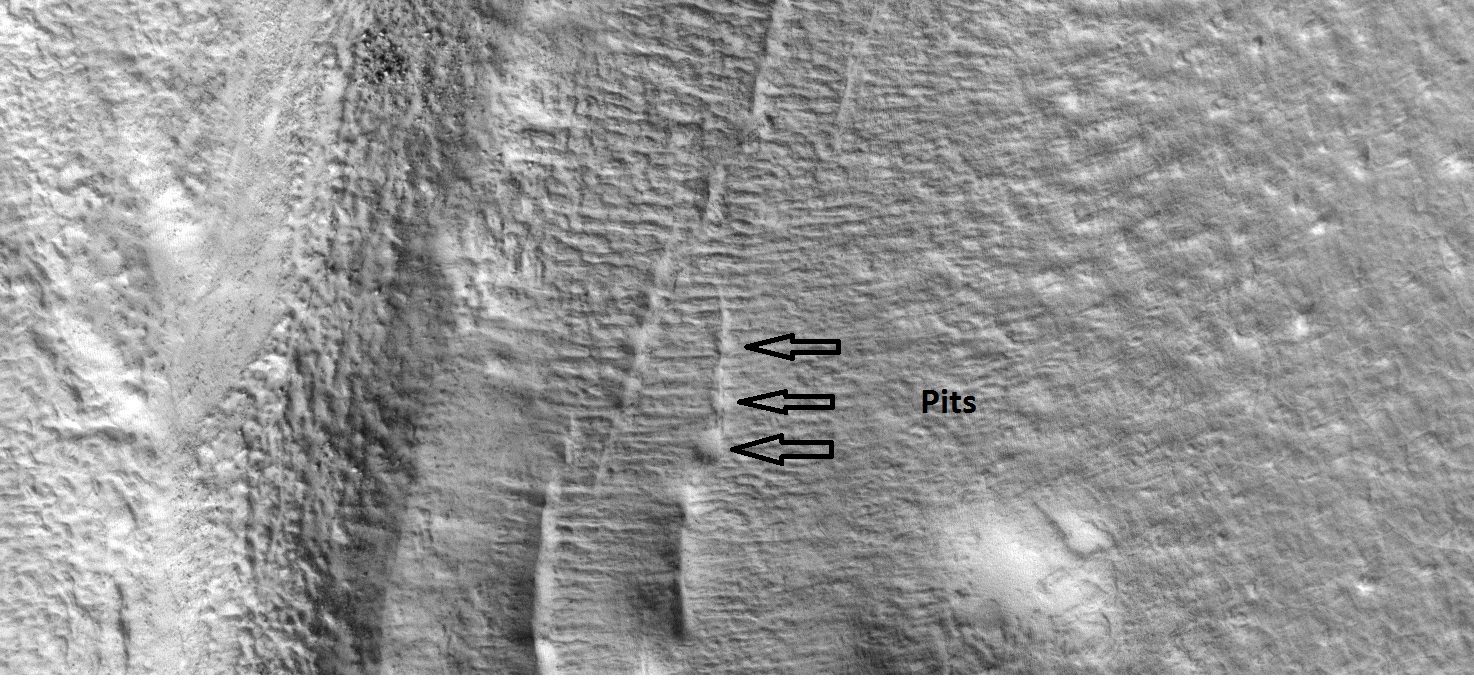
特写显示坑底部分裂缝包含有一些小凹坑，裂缝可能起始于一列凹坑，然后延伸扩大，逐惭连成一体。
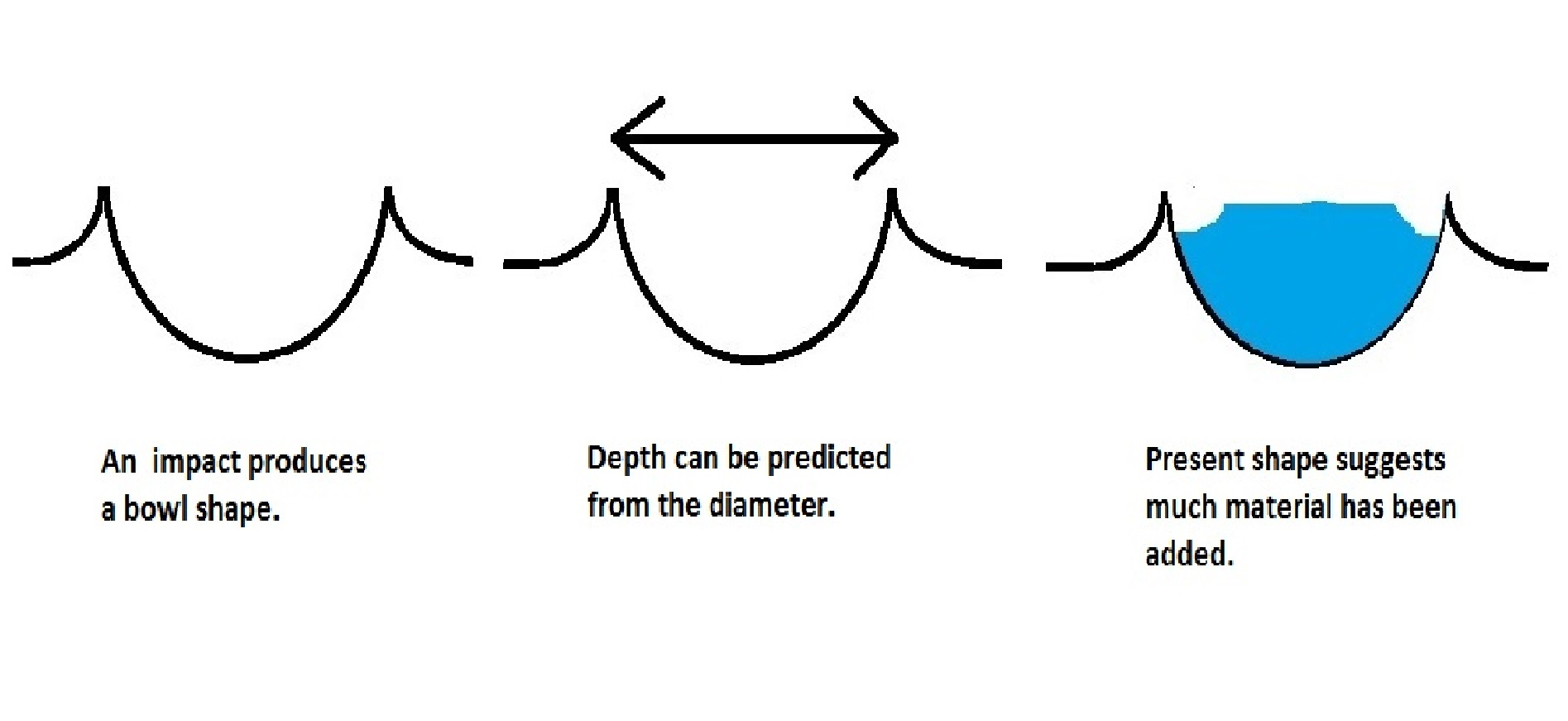
这一系列的图片说明了为什么研究人员认为许多陨石坑填满了富含水冰的物质。陨石坑的深度可根据观测到的直径来预测，很多的撞击坑几乎都已被填平，而非原本的碗状；据此推测，这些陨坑自撞击形成以来，已获得了很多物质。据信大部分外来物都是从天而降的雪或被尘埃包裹着的冰。

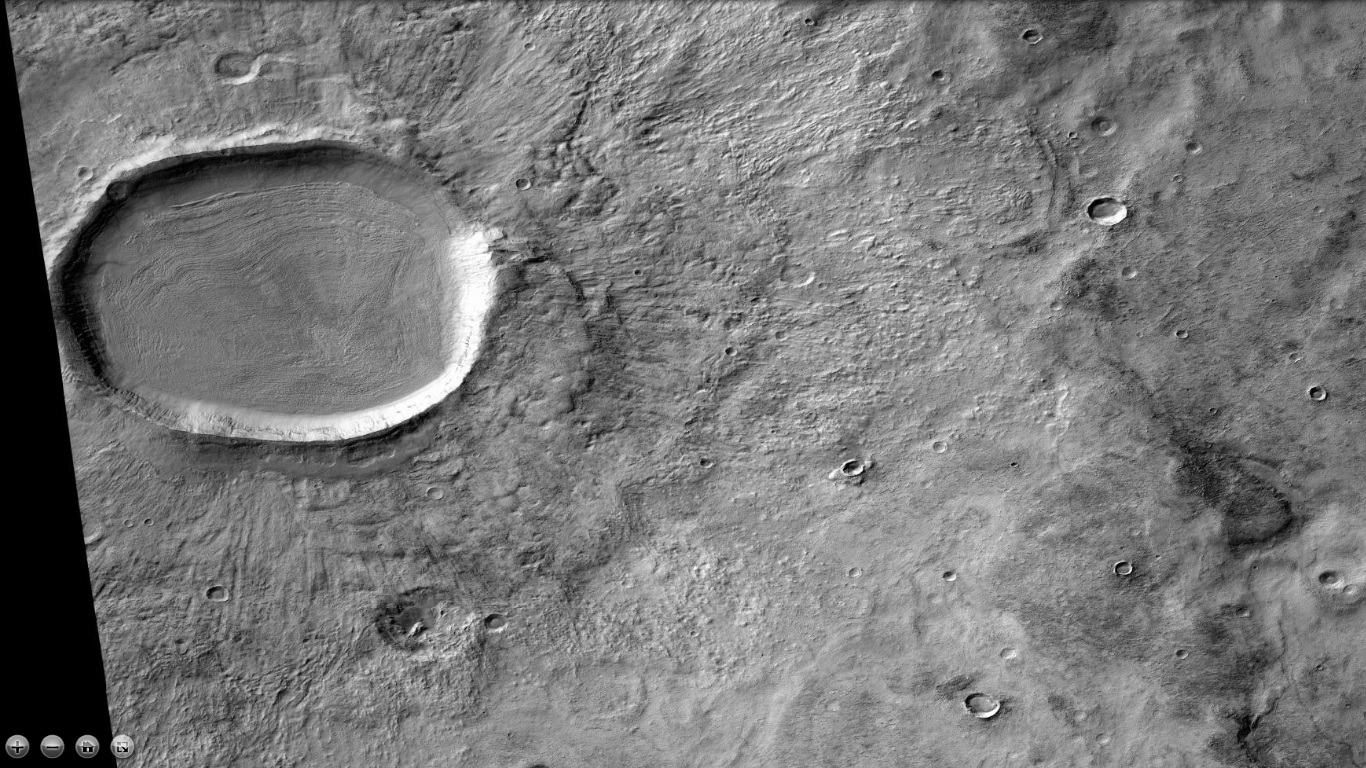
背景相机在法厄同区拍摄的同心坑沉积宽景图
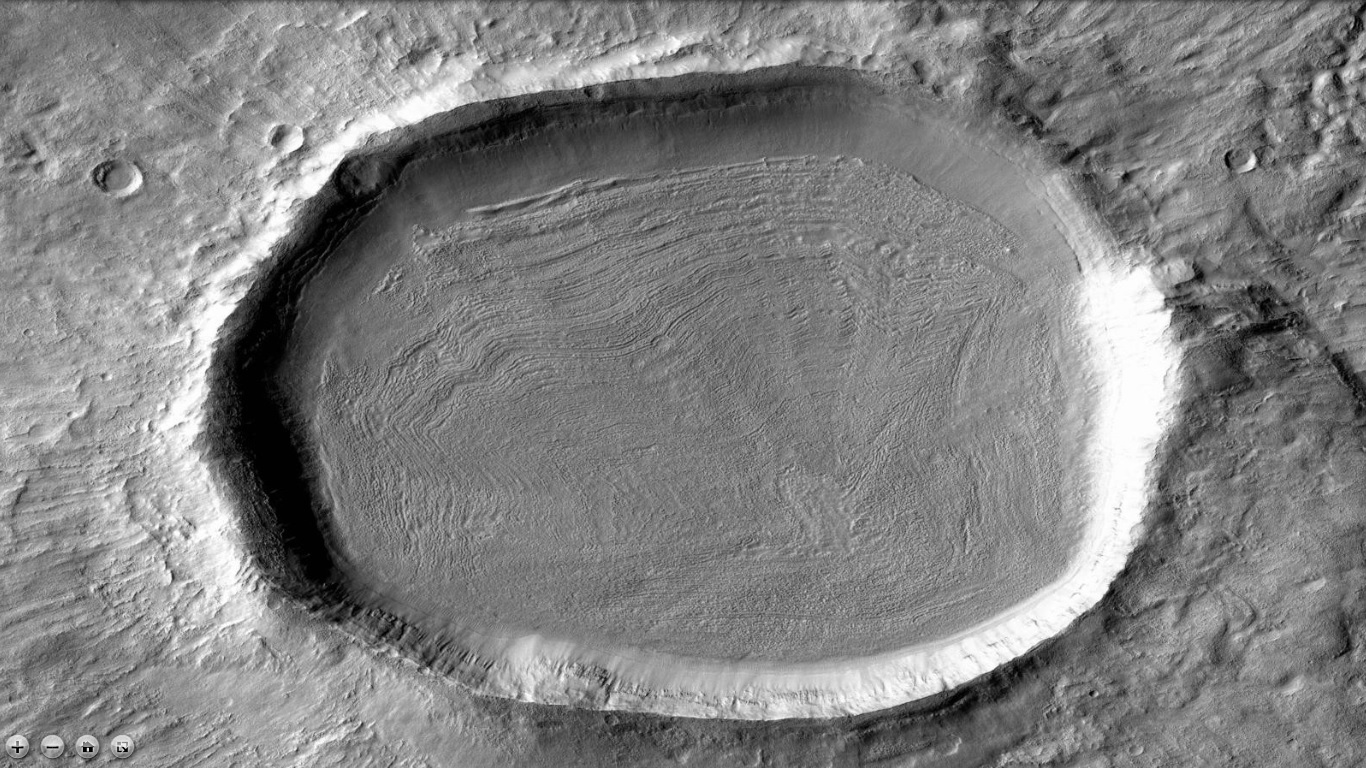
HiWish计划下高分辨成像科学设备在法厄同区看到的同心坑沉积。
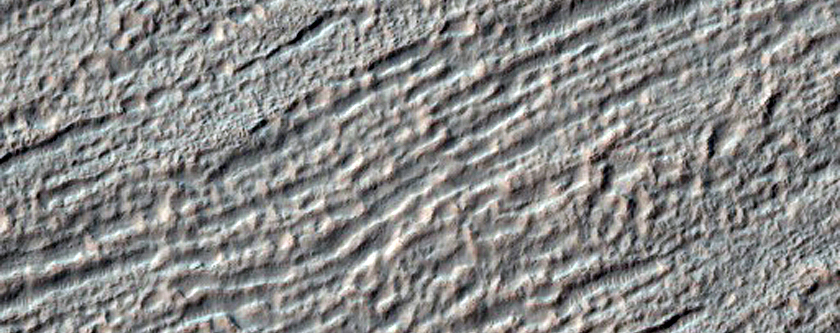
HiWish计划下高分辨成像科学设备在法厄同区所看到的更近的彩色视图。

## 另请参阅
- 卡西乌斯区
- 火星气候
- 都特罗尼勒斯桌山群
- 锐蚀地形
- 撞击坑
- 冰川
- 火星冰川
- 普罗敦尼勒斯桌山群
- 火星水文